# N'Kob
N'Kob ( Berbertalen: ⵏⵏⵇⵇⵓⴱ (nnqqub), Arabisch: نقوب, ook gespeld als Nkob) is een landelijke gemeente in de provincie Zagora, in het Atlasgebergte. De gemeente bevindt zich op ongeveer 24 kilometer van het dorp van Tamsahelte. N'Kob ligt 35 kilometer ten westen van de gemeente Tazzarine en 40 kilometer van de kruising met de weg van Tansikht. Het dorp telt 45 kashba's en is omgeven door twee oases vol palmbomen. De meest gesproken taal in deze regio is Shilha (Tamazight). Volgens de resultaten van de algemene volkstelling van 2014 van de bevolking en huishoudens telt het dorp ongeveer 7.209 inwoners

## Economie
De economie van N'Kob is afhankelijk van landbouw, toerisme en handel. De lokale bevolking leeft zelfvoorzienend, voornamelijk van de landbouw, inclusief het vee (schapen, geiten). Sinds de jaren zeventig hebben de inkomsten uit wandeltoerisme in de regio Jbel Saghro weinig belang gewonnen voor de algemene economische situatie van de plaats. Op zondag wordt in het centrum van het dorp de openluchtmarkt (souk) gehouden (de markt voor lokale producten zoals henna en andere Berberse cosmetica) en op zaterdag de dierenmarkt. Dit woestijnachtige dorp heeft ook een modern tankstation.

## Bevolking
Volgens de laatste censusresultaten telde N'kob in 2014 ongeveer 7.209 inwoners en in 2004 6.782. De lokale bevolking bestaat vrijwel uitsluitend uit Berbers van de Aït Atta-stam. De talen die in N'kob worden gesproken zijn het regionale Berberdialect (Tahelhiyt), maar ook het Marokkaans-Arabisch (Darija) en Frans. De Engelse taal is populair bij jongeren, restaurantpersoneel en hotelpersoneel.

## Plaats
N'Kob ligt aan de voet van de Jbel Saghro ongeveer 140 kilometer ten oosten van Ouarzazate via de N9 en 100 kilometer ten noorden van Zagora via de R108 en 24 kilometer van Tamsahelte op een hoogte van 1045 m boven zeeniveau. Het klimaat is woestijnachtig, overwegend zonnig en warm.

## Geschiedenis

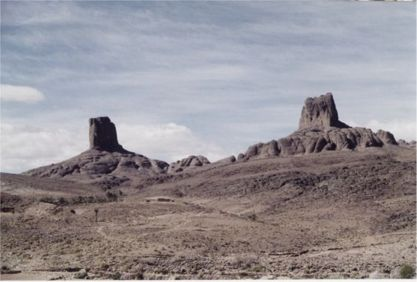
De bergen van Saghrou in de Hoge Atlas: het theater van koloniale militaire operaties.

Elke hoek van de regio Ait Atta herinnert zich nog steeds de Slag bij Bougafer. Bougafer is vernoemd naar een top van toppen van Jbel Saghro die reikt tot een hoogte van 2275 meter. De Ait Atta-stammen markeerden de Marokkaanse geschiedenis sinds ze in 1933 een meedogenloze strijd leverden in Bougafer, bekend onder de naam Slag bij Saghro tegen de Franse troepen die tijdens het protectoraat verbonden waren met de troepen van de sultan. Ze verzetten zich 42 dagen lang tegen 83.000 Franse soldaten, ondersteund door militaire vliegtuigen. De Aitta-krijgers werden geleid door Assou Oubasslam en ze beheersten hun omgeving zo goed dat ze bijna onzichtbaar werden. De legers van de Franse bezetting, onder leiding van generaal Henri Giraud, de opperbevelhebber van de Franse strijdkrachten in Marokko, leden zware en vernederende verliezen, ondanks hun militaire superioriteit en geavanceerde wapens, maar ze konden de moed van de Ait Atta niet weerstaan. Volgens David Hart in The Aït 'Atta of Southern Morocco, was het “de zwaarste strijd die de Fransen ooit hebben moeten voeren in de loop van hun 'pacificatie' van Marokko”. Na zware verliezen aan beide kanten waren tegenstanders het erover eens dat de stam zijn jurisdictie kon behouden en niet onderworpen zou zijn aan de heerschappij van Thami El Glaoui. Er werd een overeenkomst ondertekend tussen de partijen, die in enkele van deze clausules staat:
- 1 - Geef je over aan de Marokkaanse Makhzan.
- 2 - De verwijdering van het gezag van de Glaoui van het grondgebied van Ait Atta.
- 3 - Wapens in handen van de inwoners houden.
- 4 - Niet-tewerkstelling van de bevolking in dwangarbeid.
- 5 - Niet gedwongen vrouwen uit te nodigen om te zingen op officiële feesten.

## Nabijgelegen dorpen
- 1. Ait Ouallal (Ait Ouzzine)
- 2. Tamsahelte
- 3. Tazzarine